# シルボ
シルボまたはシルボ・ゴメーロ（スペイン語: el silbo gomero）とは、スペイン領カナリア諸島にある人口22,000人のラ・ゴメラ島で使用される口笛言語である。

## 概要
口笛の音をスペイン語の各音に対応させることで、口笛だけでコミュニケーションを取るという形態をとっている。この特性から、手話等と違って無意味な音を伝達することも可能である。
カナリア諸島に住む先住民であり遊牧民であるグアンチェ族は、谷を挟んで数キロメートル離れた場所にいる仲間とコミュニケーションを取るためにこの口笛言語を用いる。これは人間の声が数百メートルしか届かないのに対し、口笛は数キロメートル届くことを利用したものである。シルボは元来グアンチェ族の用いていたグアンチェ語（現在は死語）に基づいたものであったが、現在ではスペイン語が組み込まれる形で用いられている。

## 現在の状況
シルボを使える従業員がいるレストランなどでは、客へのパフォーマンスとして実践をしてみせる。数人の客の荷物をごちゃ混ぜにした後、その場にいなかった従業員を呼び出してシルボで指示を出し、荷物を元の客に戻すのである。
1970年から1980年代頃にはこのシルボを受け継ぐ人が極めて少なくなっていたが、小学校で授業として教えるなどの努力の結果、現在ではほぼすべての島民によって解されるようになっている。
2009年にはユネスコの無形文化遺産に登録された。